# Metro v Marseille

Plánek linek metra

Metro ve francouzském městě Marseille funguje od roku 1977. Jedná se o gumokolové metro postavené na základě zkušeností firmy RATP s pařížským metrem. Síť metra v Marseille se skládá ze dvou linek, které mají dohromady 30 stanic a délku 19 kilometrů.